# Валери Соланас умерла за твои грехи: Тварь
«Валери Соланас умерла за твои грехи: Тварь» (англ. «Valerie Solanas Died for Your Sins: Scumbag») — седьмой эпизод седьмого сезона американского телесериала-антологии «Американская история ужасов»., премьера которого состоялась 17 октября 2017 года на телеканале FX. Режиссёром стала Рейчел Голдберг, а сценаристом Кристал Лью.

## Сюжет

### 3 июня 1968 года
Валери Соланас (Лина Данэм) занимается сексом за деньги с мужчиной, который вместо положенных десяти долларов даёт ей пять. Она идёт в оружейный магазин, чтобы купить пули для Энди Уорхола. Сутками ранее Валери врывается в студию Энди (Эван Питерс) и требует вернуть свой пейзаж, но тот его потерял. Он говорит ей, что женщине всё равно не стать серьёзным художником. Валери уводят. На следующий день Валери поджидает Энди в его студии, после чего стреляет в него.

### Наши дни
По новостям показывают сюжеты про перестрелку, в результате которой погибло 5 человек, и 1 ранен. Харрисон Уилтон (Билли Айкнер) даёт интервью, в котором говорит, что его жена действовала из политических побуждений. Эллисон Мэйфэр-Ричардс (Сара Полсон) задержана полицией. Тем временем Кай (Эван Питерс) выигрывает на выборах в городской совет.
Около своей машины Беверли Хоуп (Адина Портер) замечает незнакомку (Фрэнсис Конрой), которая явно знает о культе. Она говорит Беверли, что та всего лишь марионетка, что Кай быстро от неё избавится, как случилось с Мэдоу. Беверли приходит в дом к Каю, который наполнен волонтёрами, один из которых не пускал Беверли. Она утверждает, что им нужна свежая кровь, но Кай её успокаивает и просит довериться. Но когда Беверли упоминает Мэдоу, Кай приказывает ей уйти. После этого Беверли идёт к незнакомке.
Айви (Элисон Пилл) и Уинтер (Билли Лурд) сидят в ресторане, куда Беверли приводит незнакомку — Биби Бэббит. Она рассказывает историю Валери Соланас, которая была любовью всей её жизни. В 1967 году Валери читала свой манифест группе единомышленников, в число которых входила Хедда (Джейми Брюэр) и мужиковатая Мэй (Дот Джонс). Несмотря на цель — уничтожить мужчин, Валери разрешила присутствовать двум геям-мазохистам, которые должны были говорить, начиная с фразы «я дерьмо». Они перебрались в Сан-Франциско. Биби и Валери стали любовницами. Валери дала напутствие своим последовательницам, чтобы они начали действовать после сигнала Валери. Застрелив Энди, она призвала их к действию. Первыми их жертвами стали Дэвид Фарадей и Бэтти Лу Дженсен. Уинтер говорит, что это первые жертвы Зодиака. Но Биби говорит, что это они были Зодиаком. Всё шло по плану, пока неизвестный мужчина не начал отправлять в газеты информацию, что это он убийца. Валери, находясь в психбольнице, крайне этим недовольна. Биби замечает, что Валери несёт околесицу. По выходе из лечебницы Валери снова собирает своих последователей, где они все убивают Брюса, узнав о том, что это он посылал письма в газеты. Соланас решает рассказать полиции, что убийства Зодиака совершила она, но ей никто не верит. После этого она постепенно начала сходить с ума. Группа распалась. Когда у неё сломалась печатная машинка, Валери видит Энди Уорхола. Она злится, что её постоянно пытаются заткнуть, что никто не видит в ней художника, что Энди забрал её наследие. Но Энди говорит ей, что её запомнят только за покушение на него. В ярости Валери бросается на него, но, падая, ударяется головой об стол.
Кай снова пришёл к родителям, к нему подходит Уинтер. Он нашёл у неё в комнате манифест Валери, которым вдохновился. Женщины заманивают Харрисона в ресторан, где они спрашивают его про Мэдоу. Однако оставшись без ответов, Айви его убивает.
Беверли Хоуп ведет репортаж около озера, где нашли тело Харрисона. Она упоминает, что обещание закона и порядка в городе власть не выполняет. Репортаж наблюдают Кай и рядом сидящая с ним Биби Бэббит.

## Критика и приём
Эпизод посмотрело 2,07 миллиона человек с долей 1,0 в возрастной категории от 18 до 49 лет.
Критики в большинстве положительно оценили эпизод. На аналитическом агрегаторе Rotten Tomatos эпизод получил 85 % одобрения, основанных на 13 рецензиях., с общей оценкой 7,0/10.